# Tumba de los Relieves

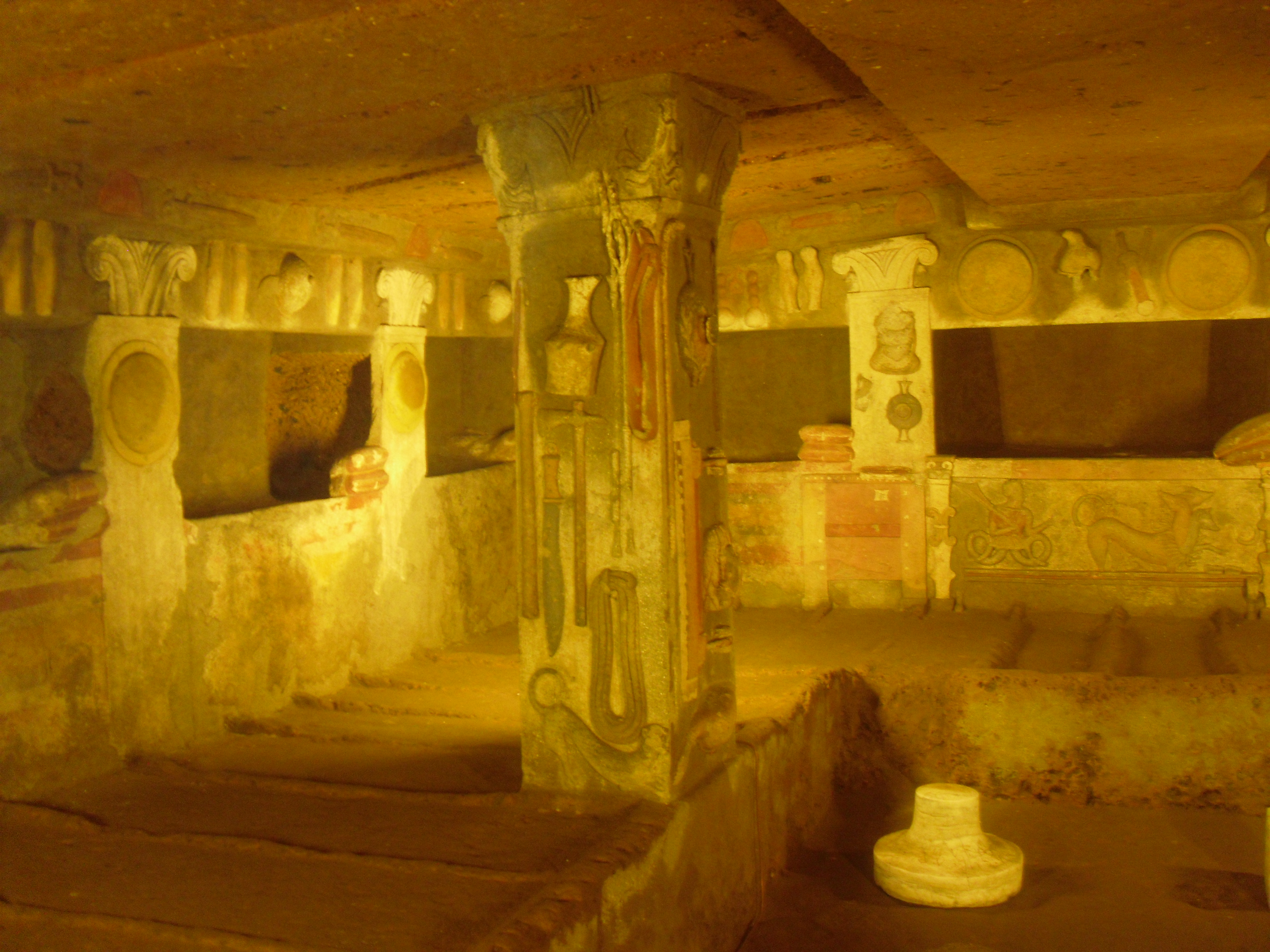
La tumba de los Relieves.

La tumba de los Relieves (en italiano, Tomba dei Rilievi) es una tumba etrusca tipo túmulo, en hipogeo, que data del siglo IV a. C., descubierta en la necrópolis de la Banditaccia en Cerveteri.

## Descripción
Como indican las inscripciones, la tumba perteneció a la familia de los Matunas. Es accesible por un largo dromos, que desemboca en un vasto vestíbulo (una sala «a camera», es decir, abovedada y con un tragaluz simulado) de 6,5 m × 7,8 m, cuyo techo está sostenido por dos columnas con capitel eólico. 
Conserva todos los ajuares, los objetos que acompañaban a los difuntos colgados de las paredes, y los frescos están bien conservados.
Consta de 13 nichos funerarios dobles de color rojo y un saliente tallado con espacio suplementario para 34 cadáveres. Los bajorrelieves de estuco representan diversos objetos: armas, objetos de culto o de la vida cotidiana de los etruscos (honda, carro, armero con cuchillos, hacha, machetes, espetones, tenazas, pinzas, bolsa de cuero, cayados de pastor...)